# Cassiopea ornata
Cassiopea ornata is een schijfkwal uit de familie Cassiopeidae. De kwal komt uit het geslacht Cassiopea. Cassiopea ornata werd in 1880 voor het eerst wetenschappelijk beschreven door Haeckel. 